# Institut d'astronomie de l'académie des sciences de Russie
L'institut d'astronomie de l'académie des sciences de Russie est l'un des instituts de la division des sciences physiques de l'académie des sciences de Russie.  De 1937 à 1990 l'institution était nommée conseil astronomique de l'académie des sciences de l'URSS (Astrosoviet).

## Histoire
Le conseil astronomique de l'académie des sciences de l'URSS a été créé en 1937 sur le conseil d'Alexandre Fersman et de Vassili Fessenkov par le présidium de l'académie des sciences de l'URSS. Il est alors chargé de coordonner tous les travaux de recherche dans le domaine de l'astronomie. Il comporte un conseil scientifique et un institut de recherche. En 1946 il est chargé par l'UAI du catalogue général des étoiles variables.
Avec l'avènement de l'ère spatiale, le domaine de travail le plus important du conseil astronomique devient l'observation de satellites artificiels. Au milieu des années 1960, il crée un réseau international d’observation satellitaire. En 1975, il existe 28 sites d'observation spécialisés en Eurasie, en Afrique et en Amérique du Sud, créés avec la participation de scientifiques soviétiques. Le conseil astronomique crée deux observatoires à Zvenigorod (1958) et Simeiz (1975).
En 1990, en raison du large éventail de tâches scientifiques dévolues au conseil, le présidium de l'académie des sciences de l'URSS ordonne la transformation du conseil astronomique en institut d'astronomie de l'académie des sciences de l'URSS qui devient institut d'astronomie de l'académie des sciences de Russie l'année suivante. En parallèle est créé un conseil de coordination appelé le conseil astronomique de l'académie des sciences de Russie.

## Organisation
L'institut est divisé en départements :
- physique et évolution stellaire ;
- étoiles non stationnaires et spectroscopie stellaire ;
- physique des systèmes stellaires et planétaires ;
- astrométrie spatiale ;
- géodésie spatiale ;
- centre de données astronomiques ;
- observatoire de Zvenigorod ;
- observatoire Pic Terskol ;
- groupe de logiciels et d'informatique.

De nombreux membres de l'institut sont également membres de l'UAI ou de la société européenne d'astronomie.

## Activité
Les principaux domaines de recherche sont :
- exploration spatiale ;
- observations par satellite ;
- étude des couches supérieures de l'atmosphère terrestre ;
- physique des relations Soleil-Terre ;
- physique et évolution des étoiles ;
- étoiles variables ;
- évolution des systèmes d'étoiles binaires proches ;
- évolution des pulsations stellaires ;
- spectroscopie stellaire et étoiles non stationnaires ;
- régularités du processus de formation des étoiles à différentes échelles spatio-temporelles ;
- dynamique des systèmes stellaires et planétaires.

Parmi les réalisations remarquables on note la première expérience mondiale de géodésie par satellite en collaboration avec l’observatoire de Pulkovo en 1961.
Les projets portent sur les bases de données (catalogue général des étoiles variables, observatoire virtuel russe), les satellites d'observation (Osiris, Spectre) et le projet d'observation « le Grand Accord ».